# Apatura penumbrata
Apatura penumbrata är en fjärilsart som beskrevs av Cabeau 1919. Apatura penumbrata ingår i släktet Apatura och familjen praktfjärilar. Inga underarter finns listade i Catalogue of Life.